# Samonikla postrančica
Samonikla postrančica (znanstveno ime Crepidotus autochthonus) je gliva iz rodu postrančic (Crepidotus).

## Značilnosti
Klobuk je nepravilne školjkaste oblike, bel, vlažno sivkast do glinasto rumenkast, površina je klobučevinasta in nejasno zonasta. Širok je od 2 do 7 cm. Stransko pritrjena na tla z nejasno razločnim betom.
Lističi so gosti z valovito ostrinko. Najprej so beli, kasneje svetlo rjavi in ko trosi dozorijo rjasto rjavi.
Meso je zelo tanko, belo, mehko oziroma gumijasto in krhko. Vonj in okus sta neizrazita.

## Razširjenost in življenjski prostor
Zelo redka. Največja izmed postrančic in edina, ki raste na tleh na zakopanih ostankih lesa.

## Mikroskopske značilnosti
Trosni odtis je rjasto rjav. Trosi so elipsoidni, gladki, limonaste do mandljaste oblike in merijo 7–10 × 4,5–5,5 µm.

## Podobne vrste
- sploščena postrančica (Crepidotus applanatus) je tudi svetle barve a ni lomljiva in ima kroglaste trose.

## Uporabnost
Neužitna.

## Galerija slik
- Klobuki
- Klobuk in lističi
- Lističi in bet
- Trosi